# Marisol Nichols

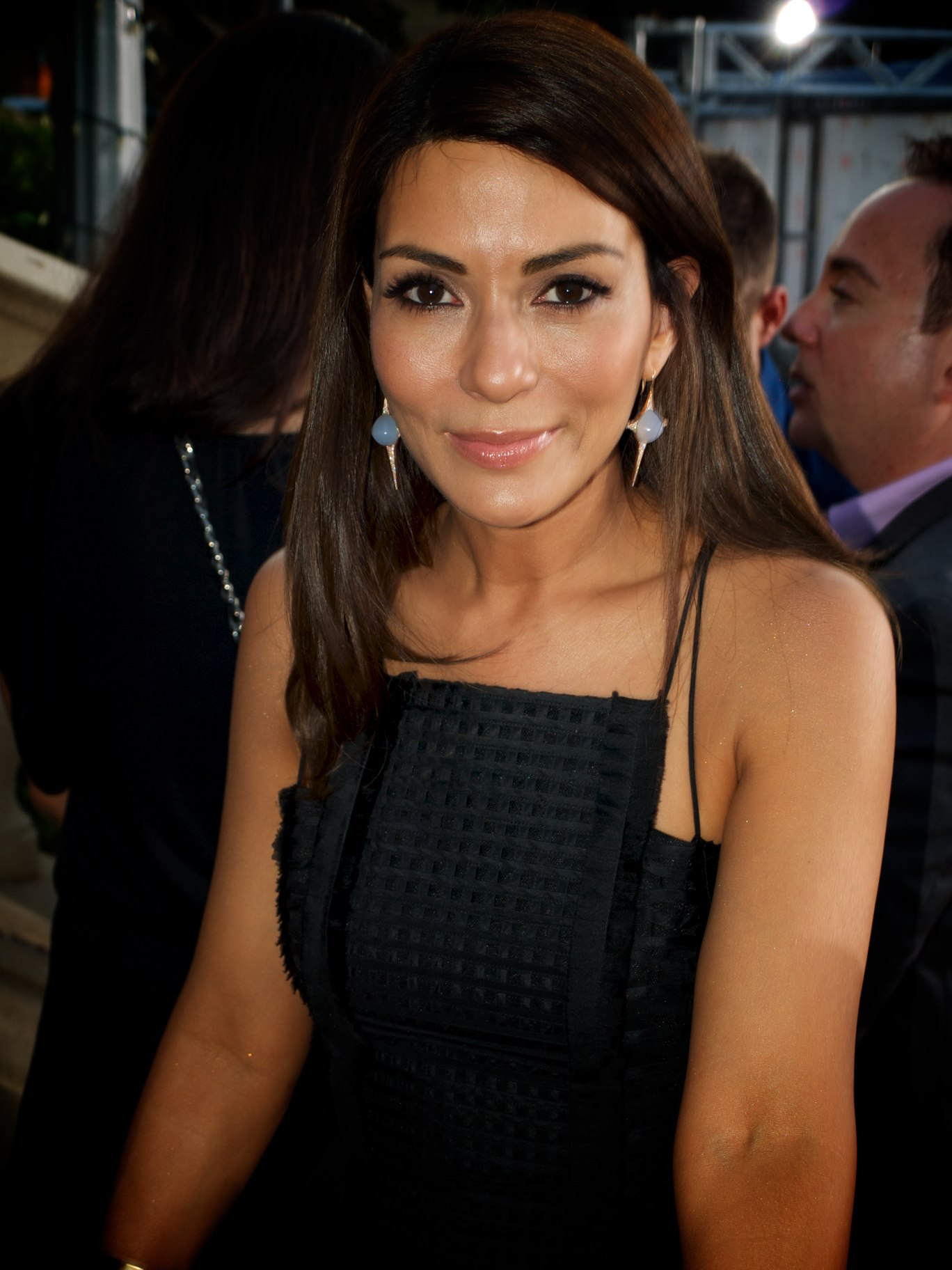
Marisol Nichols bei den ALMA Awards 2012

Marisol Nichols (* 2. November 1973 in Chicago, Illinois) ist eine US-amerikanische Schauspielerin, die vor allem durch ihre Rolle als Nadia Yassir in der Serie 24 bekannt wurde.

## Biografie
Nichols’ Vater ist rumänischer und ungarischer und ihre Mutter spanischer und mexikanischer Abstammung. Nichols wuchs in Chicago auf und ist bekennendes Mitglied von Scientology. Am 13. April 2008 heiratete sie den ebenfalls bekennenden südafrikanischen Scientologen und Filmregisseur Taron Lexton. Am 30. September 2008 wurde das Paar Eltern eines Kindes.

## Filmografie (Auswahl)

### Filme
- 1996: Ein Mountie in Chicago (Due South)
- 1997: Eifersüchtig – Verrat einer Freundin (Friends 'Til the End, Fernsehfilm)
- 1997: Die schrillen Vier in Las Vegas (Vegas Vacation)
- 1997: Scream 2
- 1998: Ich kann’s kaum erwarten! (Can’t Hardly Wait)
- 1998: Mafia! – Eine Nudel macht noch keine Spaghetti! (Jane Austen’s Mafia!)
- 1999: Bowfingers große Nummer (Bowfinger)
- 1999: Sex Monster (The Sex Monster)
- 2000: The Princess & the Barrio Boy (Fernsehfilm)
- 2001: Die Prinzessin und der Marine-Soldat (The Princess & the Marine, Fernsehfilm)
- 2004: Homeland Security (Fernsehfilm)
- 2006: Big Mama’s Haus 2 (Big Momma's House 2)
- 2008: Felon
- 2016: Lost Girls (Kurzfilm)
- 2018: Cucuy: The Boogeyman
- 2020: Holly & Ivy
- 2021: Saw: Spiral (Spiral: From the Book of Saw)
- 2021: Christmas CEO (Fernsehfilm)
- 2022: Der Einparker (The Valet)
- 2022: We Wish You a Married Christmas (Fernsehfilm)
- 2024: Winter Spring Summer or Fall

### Fernsehserien
- 1997: Emergency Room – Die Notaufnahme (Folge 3x15)
- 1997: Diagnose: Mord (Diagnosis: Murder, Folge 5x03)
- 2002: Alias – Die Agentin (Alias, Folge 2x04)
- 2003: Friends (Folge 9x19)
- 2003: CSI: Den Tätern auf der Spur (CSI: Crime Scene Investigation, Fernsehserie, Episode 4x02)
- 2003: Nip/Tuck – Schönheit hat ihren Preis (Nip/Tuck, Folge 1x12)
- 2003: Charmed – Zauberhafte Hexen (Charmed, Folge 6x10)
- 2004: Cold Case – Kein Opfer ist je vergessen (Cold Case, 5 Folgen)
- 2005: Blind Justice – Ermittler mit geschärften Sinnen (Blind Justice, 13 Folgen)
- 2007: 24 (24 Folgen)
- 2009: Life (Folge 2x20)
- 2010: The Gates (13 Folgen)
- 2010: Navy CIS: L.A. (NCIS: Los Angeles, Folge 2x06)
- 2012: GCB (10 Folgen)
- 2012: Private Practice (Folge 6x07)
- 2014–2015: Navy CIS (NCIS, 2 Folgen)
- 2015–2016: Criminal Minds (2 Folgen)
- 2015–2016: Teen Wolf (5 Folgen)
- 2017–2023: Riverdale (67 Folgen)
- seit 2020: Willkommen bei den Louds (The Loud House, Stimme)